# Corgo
Corgo (en gallego y oficialmente O Corgo)  es un municipio español de la provincia de Lugo, en Galicia. Pertenece a la comarca de Lugo.

## Geografía
Integrado en la comarca de Lugo, se sitúa a 14 kilómetros de la capital provincial. El término municipal está atravesado por la autovía del Noroeste A-6 entre los pK 475 y 485, además de por la antigua carretera N-VI. 
El relieve del municipio es ondulado, con elevaciones y valles que forman los numerosos ríos y arroyos que lo atraviesan. Su río principal es el Miño, que hace de límite con Lugo por el suroeste, y los complementarios son el Chamoso, Tórdea, Neira, Romeán y Riobó, entre otros. Las elevaciones más destacadas son Pena Curral (789 m), Pena da Cruz (747 m) Pena do Picato (637 m) y  Castro de Vigo (603 m). La altitud oscila entre los 789 metros al este y los 357 metros a orillas del Miño. El pueblo se alza a 430 metros sobre el nivel del mar. 
| Noroeste: Lugo   | Norte: Lugo y Castroverde | Noreste: Castroverde        |
| Oeste: Lugo      |                           | Este: Castroverde y Baralla |
| Suroeste: Guntín | Sur: O Páramo y Láncara   | Sureste: Láncara            |

## Geografía humana

### Organización territorial
El municipio está formado por ciento noventa y siete entidades de población distribuidas en treinta y ocho parroquias:
- Abragán (San Bartolomé)[4]
- Aday[5] (Santiago)[4]
- Alto[5] (Santa Eulalia)[4][6]
- Anseán (Santa Catalina)[4]
- Argemil[5]
- Bergazo (San Pedro Félix)[4]
- Cabreiros (Santa Marina)[4]
- Campelo (San Xulián)
- Camposo (Santiago)
- Castrillón (El Salvador)[4]
- Cela (San Xoán)
- Cerceda (San Pedro)
- Chamoso (San Cristóbal)[5]
- Corgo[5] (San Xoán)[4]
- Escoureda (Santa María)
- Farnadeiros (San Pedro)
- Folgosa (San Martín)[4][5]
- Fonteita (Santiago)
- Franqueán (Santa María)
- Gomeán (Santiago)
- Lajosa[5]
- Lapío (San Miguel)
- Maceda (San Pedro)
- Manán (Santa María Magdalena)[4][5]
- Marey[5]
- Paradela (San Pedro)[4]
- Piedrafita[5]
- Piñeiro (Santa María)
- Queizán (Santa María)
- Quinte (Santa Eulalia)[4][6]
- Sabarey[5]
- San Andrés de Chamoso (San Andrés)[5]
- San Bartolomé de Chamoso (San Bartolomé)[5]
- San Cosme de Manán (San Cosme)
- San Esteban de Farnadeiros (San Esteban)[4][5]
- San Esteban de Folgosa (San Esteban)[5]
- Segovia (San Xoán)
- Vilachá (San Xulián)[4]

### Demografía
Cuenta con una población de 3370 habitantes (INE 2024).
| Gráfica de evolución demográfica de O Corgo entre 1842 y 2021 |
| |
| Población de derecho según los censos de población del INE Población de hecho según los censos de población del INEEn estos censos se denominaba Corgo: 1842, 1857, 1860, 1877, 1887, 1897, 1900, 1910, 1920, 1930, 1940, 1950, 1960, 1970 y 1981 |